# Имам Дагестана и Чечни
Има́м  Чечни́ и Дагестана— духовный и военный лидер национально-освободительного движения на территории Северного Кавказа, высшее лицо Северо-Кавказского имамата.

## Имамы Дагестана
- Гази-Мухаммад — имам Дагестана[1][2][3], основатель Северо-Кавказского имамата.
- Гамзат-бек — имам Дагестана[4].
- Шамиль — имам Северного Кавказа, имам Дагестана и Чечни, лидер Северо-Кавказского имамата в первой половине XIX века.
- Тоза Акмурзаев — предводитель северо-кавказских повстанцев, имам Северного Кавказа, имам Чечни и Дагестана в 1865—1866 годах. Руководитель восстания 1865 года в Чечне[5].
- Мухаммад-Хаджи Согратлинский — военный и духовный лидер Дагестана, один из главных участников восстания в 1877 года в Чечне и Дагестане под руководством имама Алибеком-Хаджи Зандакского (1877—1878)[6].
- Алибек-Хаджи Алдамов — руководитель повстанцев Северного Кавказа, имам Северного Кавказа, предводитель восстания 1877—1878 годов в Дагестане и Чечне[5].
- Нажмудин Гоцинский — муфтий союза объединенных горцев Северного Кавказа, один из лидеров контрреволюционного восстания на Кавказе, воевал против Красной армии вместе со своим ближайшим соратником, эмиром Северокавказского Эмирата — Узун-Хаджи Салтинским.
- Узун-Хаджи Салтинский — эмир Северного Кавказа, дагестанский религиозный и политический лидер, эмир Северо-Кавказского эмирата.

## Имамы Чечни
- Шейх-Мансур — первый имам Северного Кавказа и Абхазии[7][8][9], руководитель народно-освободительного движения горцев Северного Кавказа в 1785—1791 годах[8].
- Абдурахман Герменчукский — лидер национально-освободительного движения в Чечне[10][11][12][13], один из лидеров борьбы чеченского народа против колониальной политики царской России в 1820—1830-х годах[12][14].
- Шейх Абдул-Кадыр Герменчукский — чеченский военный и религиозный деятель, имам Чечни, исламский богослов, в начале 1822 года возглавил целый ряд чеченских обществ в борьбе против царской оккупации[15].
- Авко Унгаев — имам Чечни в 1824—1825 годах, один из крупных деятелей восстания 1825 года[16][17].
- Бейбулат Таймиев — руководитель национально-освободительного движения в Чечне в 1802—1832 годах[18].
- Ташев-Хаджи — имам Чечни, руководитель национально-освободительного движения в Чечне в 1832—1840 годах[19]
- Имам Шамиль — второй имам Северного Кавказа в 1840—1859 годах.
- Байсангур Беноевский — имам Чечни (Ичкерия, Аргунский округ, Горная Чечня) в 1859—1861 годах.
- Тоза Акмурзаев — руководитель северо-кавказских повстанцев, имам Северного Кавказа, имам Чечни и Дагестана в 1865—1866 годах[5][20]. Руководитель восстания 1865 года в Чечне.
- Алдамов, Алибек-Хаджи  — предводитель повстанцев на Северном Кавказе, имам Северного Кавказа в 1877—1878 годах[21].
- Узун-Хаджи Салтинский — эмир Северного Кавказа, дагестанский религиозный и политический лидер, эмир Северо-Кавказского эмирата.
- Моца Шуанинский — Предводитель восстания в Чечне 1932 года[22].
- Джаватхан Муртазалиев — религиозно-политический деятель Чечни. Руководитель антисоветского движения Чечено-Ингушской АССР 1930-х годов[23].